# Najat Arbib
Pour les articles homonymes, voir Arbib.
Najat Arbib, née le 6 novembre 1974, est une magistrate belge.

## Biographie

### Famille
Najat Arbib est la fille aînée d’un père ouvrier et grandit avec, ses trois frères, dans un quartier populaire de Liège.

### Carrière juridique
Najat Arbib prête son serment d'avocate le 20 septembre 1998 puis exerce au barreau de Liège jusqu'en 2003. Elle assiste ensuite pendant 3 ans le procureur Michel Bourlet (nl) qui fut chargé de l'affaire Dutroux.
Le 5 octobre 2009, elle prête son serment de juge et est nommée magistrate à la cour d’appel de Liège. Elle devient la première magistrate d'origine marocaine en Belgique,,. En 2013, elle est présidente du tribunal correctionnel de Neufchâteau.
En 2020, elle préside le procès de l'explosion de la rue Léopold à Liège,. Cette même année, elle entre au Conseil supérieur de la Justice (CSJ). 
Elle évoque sa motivation devant la crise des vocations de la profession de magistrat. 

### Hommages
Najat Arbib est commandeure de l'Ordre de la Couronne en 2014.